# Islas Bass (Polinesia Francesa)
Las islas Bass (del francés: Îles bass o Îlots bass ‘Islas o islotes bajos’) es un grupo de islas del archipiélago de las Islas Australes de la Polinesia Francesa. Se compone principalmente por Rapa y Maro-tiri. Poseen una superficie aproximada de 40,6 kilómetros cuadrados.

## Descripción

### Política
Por lo general son consideradas como la más meridionales de la Islas Australes, aunque esta clasificación es de conveniencia geográfica y política más que debido a las similitudes entre ellos y el resto de las Islas Australes. Las Islas Bass son las islas más meridionales de Polinesia Francesa.

### Geología
Geológicamente, las islas Bass se distinguen de las islas Australes, en que su vulcanismo parece ser mucho más reciente.

### Colonización y aislamiento
Culturalmente, las Islas Bass parecen haber sido colonizadas al mismo tiempo como Tahití y Islas Marquesas, así su cultura y el idioma Rapano parece que se han ido distanciando casi al mismo tiempo también, lo que indica que se desarrollaron en relativo aislamiento casi desde el momento del primer asentamiento.